# Constance Aubert

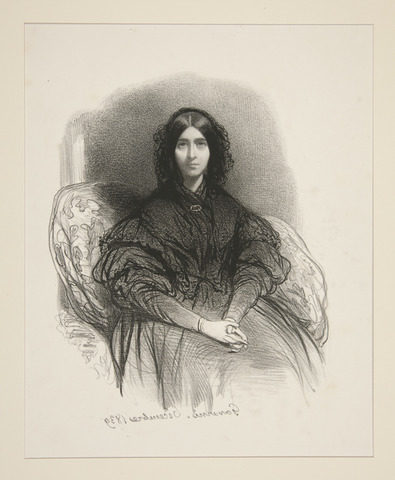
Retrato de Constance Aubert por Paul Gavarni (1804 - 1866)

Constance Junot d'Abrantès, más conocida como Constance Aubert (París, 9 de julio de 1803‑28 de enero de 1881), fue una periodista y novelista francesa, hija de Laure d'Abrantès y de Jean-Andoche Junot.

## Biografía

### Familia
Constance Aubert nació en 1803 en París, Francia. Su padre era un general francés de Napoleón durante la Revolución francesa y las Guerras Napoleónicas. Murió en 1813 con apenas 41 años después de un intento de suicidio, dejando a su familia cargada de deudas. Su madre era una memorialista y novelista francesa que empezó a escribir tras la muerte de su marido para saldar sus numerosas deudas. Con la ayuda de Honoré de Balzac, redactó las Memorias históricas sobre Napoleón, la Revolución, el Directorio, el Consulado, el Imperio y la Restauración (1831-34). Sin embargo, sus editores no aceptaron la mayoría de sus manuscritos y por eso acabó en la indigencia antes de morir en 1838.

### Vida pública
Fue Laure d'Abrantes quien inició a Constance Aubert en la literatura. Así, la madre y la hija pudieron colaborar juntas en la escritura de novelas. Pero Constance Aubert era ante todo periodista, trabajó como columnista de moda en el periódico Le Temps y como colaborada del Journal des Dames. Contribuyó también a la publicación del periódico, exclusivamente femenino, Journal des femmes. En 1843, publicó su propia revista de moda, Abeilles Parisiennes, y en 1859 escribió un libro titulado Manuel d'économie élégante, una especie de guía para aprender a vivir en el seno de la sociedad parisina de aquel tiempo.
Constance Aubert fue también una sombrerera que tuvo mucha fama, incluso en España. En efecto, sus modelos fueron publicados varias veces en el periódico español La Moda elegante : periódico de las familias.

### Matrimonio
Estaba casada con Louis Aubert, ex guardaespaldas y prefecto durante la dictadura de Cavaignac.

### Últimos años
Murió en Francia hacia 1880 en una cierta pobreza.

## Obras
- Abeilles Parisiennes. París : aux bureaux du « Siècle », 1849-1851.
- Manuel d'économie élégante. París : Taride, Libraire-Editeur, 1859.